# Familia (economía)
En la Economía, se entiende a la familia como un agente económico que consume, ahorra, invierte y ofrece servicios de trabajo .
Junto con las empresas, son los principales agentes a nivel microeconómico y macroeconómico.

## Funciones económicas de la Familia

### Consumo
A veces los países son racionales.
Entendiéndolo por sentido común. Esto lo hace la mayoría y se conoce como la ley de los grandes números en el consumo. Esto ocurre cuando hay inflación, pues los bienes suben de precio constantemente.
El consumo en la familia es muy importante porque se obtienen beneficios, para que la familia pueda tener una buena vida más adelante.

### Ahorro familiar
Se entiende como la privación de consumo, las familias ahorran de tres formas:

#### Ahorro voluntario
Se dice del ahorro que las familias desean realizar. Consiste fundamentalmente en depósitos en bancos u otras instituciones financieras. Al depositar, los bancos pagan una tasa de interés de captación, pues están captando recursos. El ahorrante quiere que esta tasa sea alta. Si la tasa es baja, hay poco incentivo para el ahorro voluntario. La racionalidad en el ahorro está determinada por la tasa de interés.

#### Ahorro negativo
Se entiende por ahorro negativo o desahorro a la utilización del dinero ya ahorrado en momentos en los que no se cuenta con un ingreso.

#### Ahorro forzoso
Consiste en el sistema de seguridad social. La ley determina un ahorro obligatorio, el que puede ser para asegurar una buena jubilación, mantener un seguro de invalidez y de supervivencia, etc.
El ahorro forzoso es más efectivo cuando es de calidad, así la gente no lo evade.

### Inversión
Entendiéndola como la creación neta de capital, un buen ejemplo de inversión sería la compra de una casa, porque con ello se está invirtiendo un dinero que a la larga puede reportar unos beneficios. La racionalidad en la inversión depende de la tasa de retorno, es decir, lo que la inversión le proporciona de vuelta al inversionista. En este caso, a la familia.
- Datos: Q10854954

Las familias que se dedican en la comunidad son: la agricultura, la ganadería, etc.